# Cesare Nosiglia
Cesare Nosiglia (Rossiglione, 5 oktober 1944) is een Italiaans geestelijke en aartsbisschop van de Rooms-Katholieke Kerk.
Nosiglia bezocht het seminarie van Acqui Terme en studeerde vervolgens in Rome. Aan de Pauselijke Lateraanse Universiteit behaalde hij een licentiaat in de theologie. Aan het Pauselijk Bijbelinstituut haalde hij een graad in de Bijbelexegese. Hij werd op 29 juni 1968 priester gewijd. Hij studeerde verder in Rome en was medewerker van de parochie van San Giovanni Battista De Rossi. Van 1975 tot 1991 was hij naast zijn werk in de parochie medewerker van het Italiaanse nationale Katechetisch Instituut. Tussen 1983 en 1986 doceerde hij aan het Athenaeum San Anselmo in Rome. In 1983 werd hij adjunct-directeur, in 1986 directeur van het Katechetisch Instituut.
Op 6 juli 1991 benoemde paus Johannes Paulus II Nosiglia tot hulpbisschop van Rome en titulair bisschop van Vittoriana; zijn bisschopswijding vond plaats op 14 september 1991. In 1996 werd hij benoemd als rechterhand van kardinaal-vicaris Camillo Ruini en kreeg hij ad personam de titel van aartsbisschop.
In 2003 benoemde de paus Nosiglia - met behoud van zijn aartsbisschoppelijke waardigheid - tot bisschop van Vicenza. In mei 2010 werd hij gekozen tot vicevoorzitter van de Italiaanse bisschoppenconferentie. Op 11 oktober van dat jaar benoemde paus Benedictus XVI hem tot metropolitaan aartsbisschop van Turijn als opvolger van Severino Poletto, die met emeritaat was gegaan.
Nosiglia ging op 19 februari 2022 met emeritaat.
- Gemeinsame Normdatei: 1065828861
- International Standard Name Identifier: 0000 0004 2152 5041
- Istituto Centrale per il Catalogo Unico: TO0V315723
- Virtual International Authority File: 305597728
- WorldCat: E39PBJxWYcpr6M39794F89xVYP